# Palaeorhiza distincta
Palaeorhiza distincta är en biart som beskrevs av Hirashima och Maurits Anne Lieftinck 1983. Palaeorhiza distincta ingår i släktet Palaeorhiza och familjen korttungebin. Inga underarter finns listade i Catalogue of Life.